# Tatyana Belan
Tatyana Valeryevna Belan (in bielorusso Татьяна Валерьевна Белан?; Minsk, 10 novembre 1982) è un'ex ginnasta bielorussa, specializzata nella ginnastica ritmica e vincitrice della medaglia d'argento a squadre a Sydney 2000 insieme a Tatyana Ananko, Anna Glazkova, Irina Ilyenkova, Maria Lazuk e Olga Puževič.

## Palmarès
- Giochi olimpici

Sydney 2000: argento a squadre.